# 指宿市立南指宿中学校
指宿市立南指宿中学校（いぶすきしりつ みなみいぶすきちゅうがっこう）は、鹿児島県指宿市十二町にある市立中学校。

## 概要
- 旧指宿市の南部にある。現在の生徒数は、ここ数年は400人未満で推移している。

## 校区
- 丹波小学校校区　全域
- 柳田小学校校区　一部（柳田小の校区は北指宿中・南指宿中に分かれる。）